# Główka (botanika)
Główka (łac. capitulum, ang. capitulum) – rodzaj kwiatostanu groniastego prostego o silnie skróconej i zgrubiałej osi (zwanej osadnikiem), na której całej powierzchni rozwijają się kwiaty siedzące lub na bardzo krótkich szypułkach. Zwykle kwiaty w tych kwiatostanach są drobne i bardzo liczne (do kilku tysięcy), a cały kwiatostan wygląda pozornie jak jeden kwiat (pseudancjum). Wrażenie to zwiększa odmienne zabarwienie, wielkość lub kształt kwiatów brzeżnych, albo obecność skupienia liści podkwiatostanowych (okrywy). Kwiaty w główkach zakwitają nierównomiernie, lecz stopniowo – dośrodkowo lub odśrodkowo, tworząc odpowiednio koncentryczne strefy zakwitania zbliżające się do środka (szczytu) kwiatostanu lub oddalające się od niego. Kwiaty w tych kwiatostanach zwykle zapylane są przez owady, przy czym skupienie kwiatów obok siebie zwiększa skuteczność wabienia zapylaczy i samego zapylenia. Niekiedy główkowate kwiatostany tworzą się u roślin wiatropylnych, tak jest np. w rodzaju platan Platanus, ambrowiec Liquidambar i żółtnica Maclura.
Główki z jednakowymi kwiatami wsparte zmodyfikowanymi liśćmi występują np. u rodzaju zawciąg Armeria i zerwa Phyteuma. Główki z kwiatami jednakowymi krótkoszypułkowymi występują u koniczyn. Główki z okazałymi i barwnymi liśćmi podkwiatostanowymi (podsadkami) występują np. u derenia kousa Cornus kousa.

Przykłady kwiatostanów typu główka
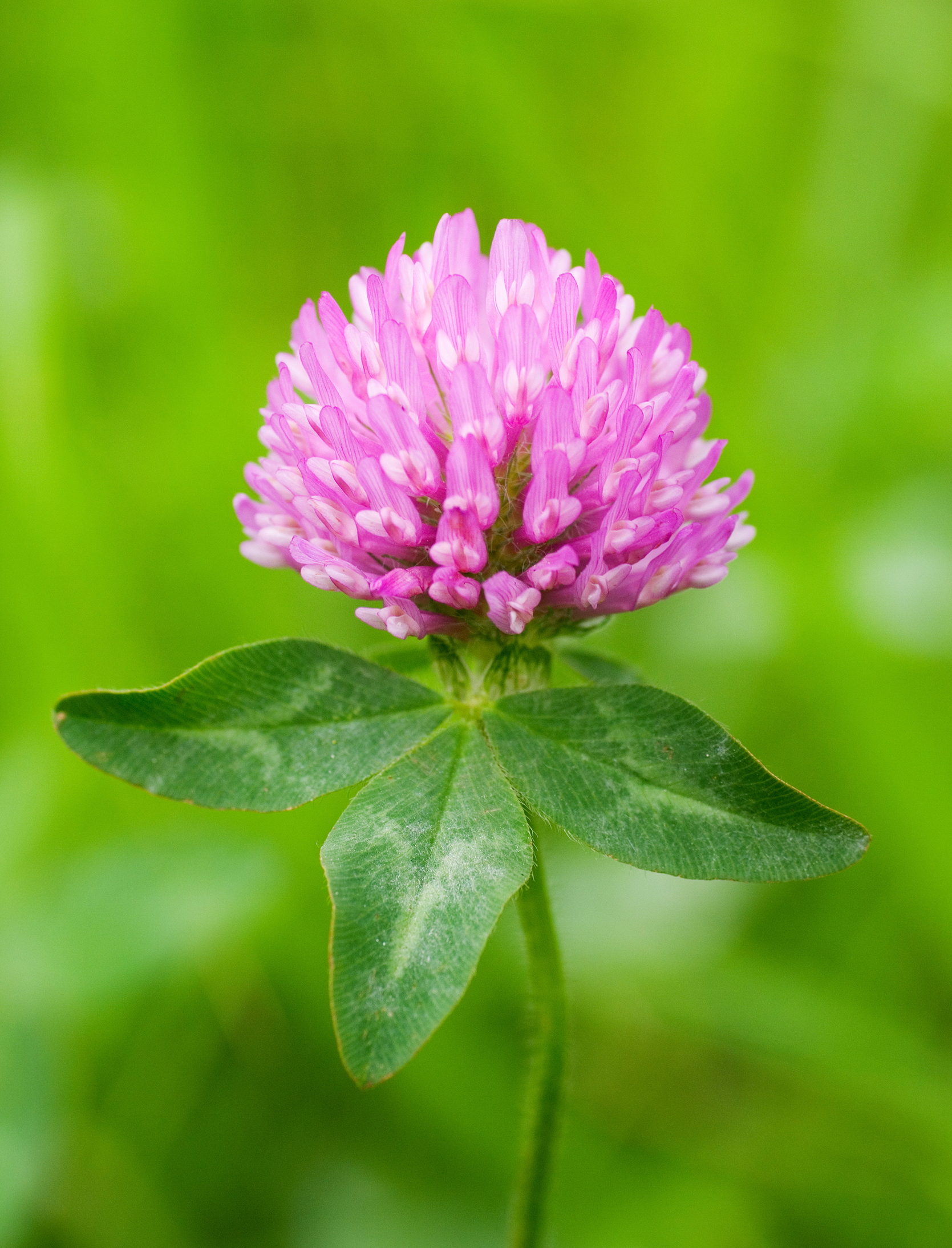
Koniczyna łąkowa
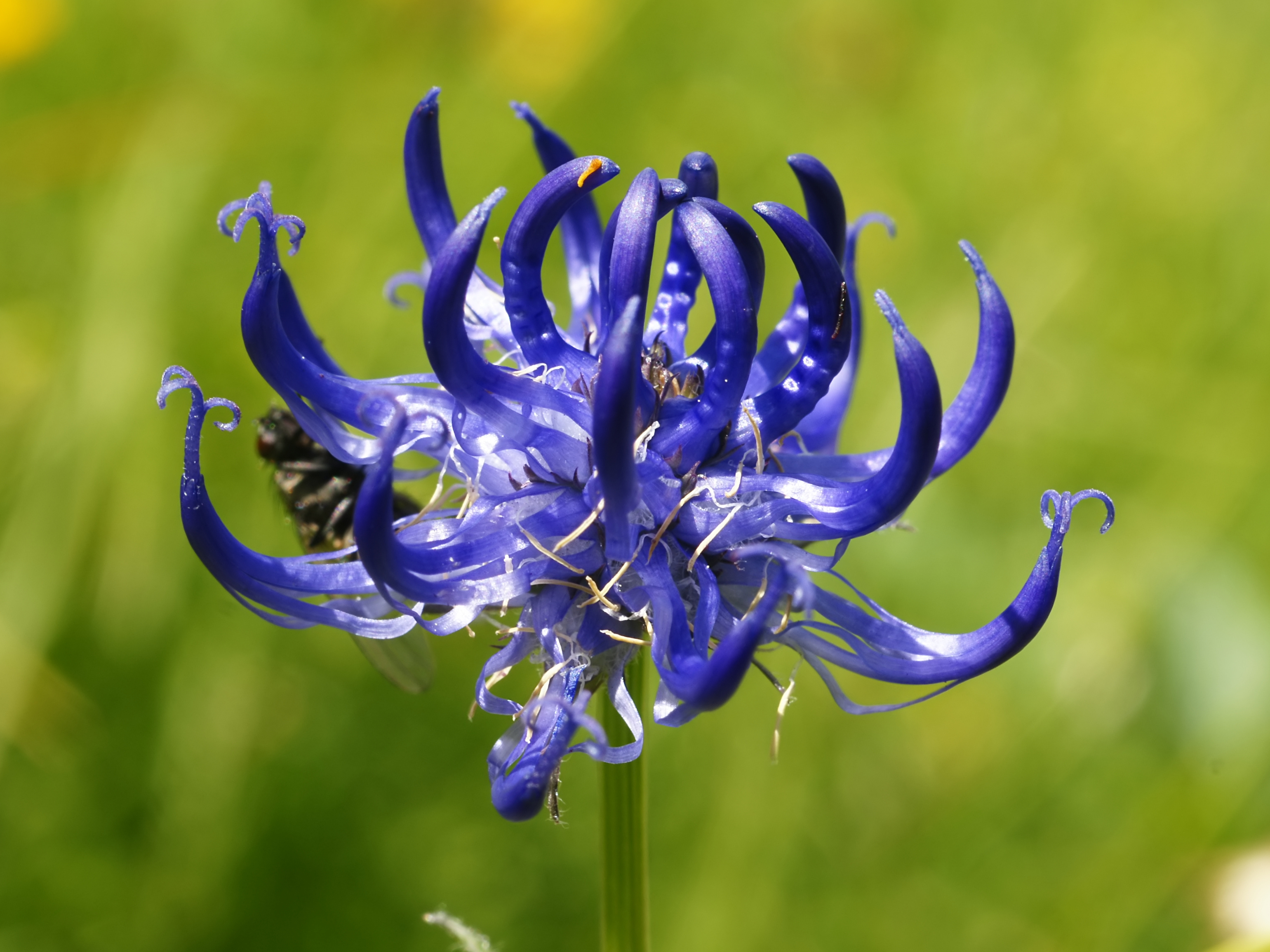
Zerwa kulista
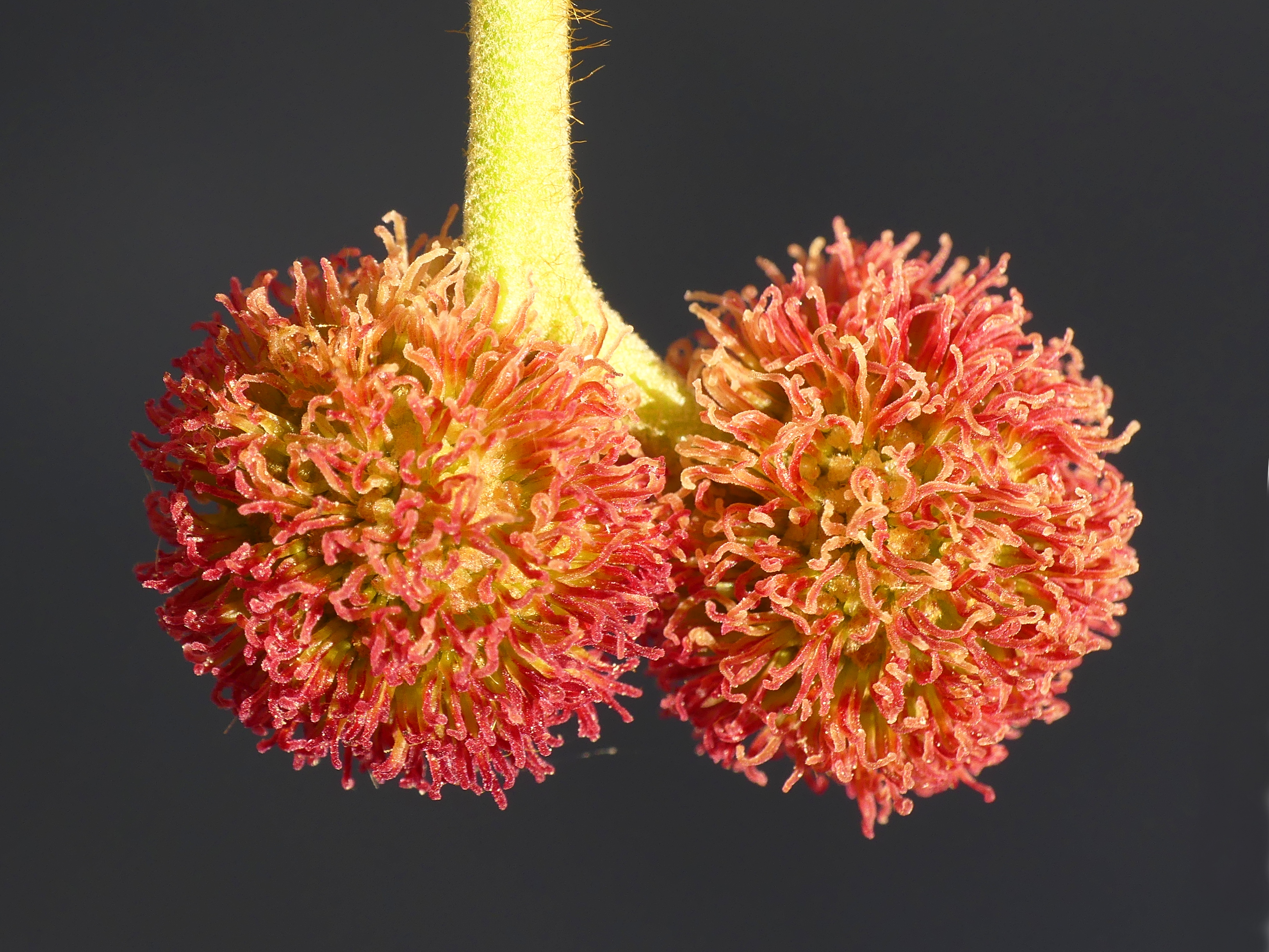
Platan klonolistny
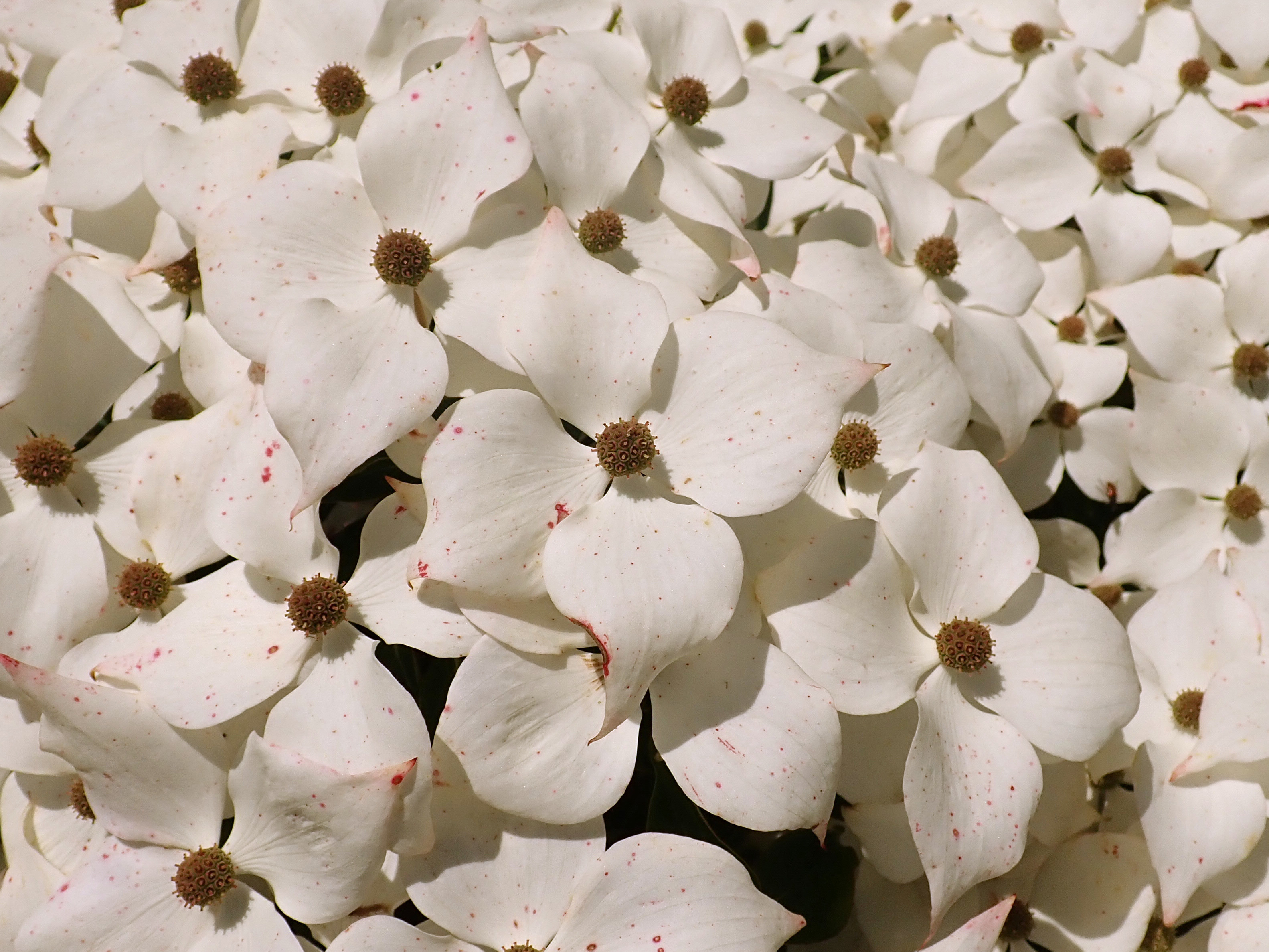
Dereń kousa

Podobnymi do główek kwiatostanami są koszyczki, które też mają silnie skróconą oś, lecz spłaszczoną lub wypukłą, z kwiatami rozwijającymi się tylko na górnej powierzchni, z dolną pokrytą listkami okrywy. Pośrednie kwiatostany o spłaszczonych główkach, podobnych do koszyczków występują w rodzajach driakiew Scabiosa i świerzbnica Knautia. W niektórych ujęciach klasyfikacyjnych nie wyróżnia się koszyczków i główek jako odrębnych typów kwiatostanu, co ma miejsce m.in. w terminologii anglojęzycznej.